# Едвард Денієл Кларк
Едвард Данієл Кларк (англ. Edward Daniel Clarke, 5 липня 1769, Віллінгдон, Сассекс — 9 березня 1822, Лондон) — англійський мінералог, мандрівник. Подорожував країнами Близького Сходу та Європи, зокрема відвідав східні і південні райони України та Кубань. У своїх мемуарах подав цікаві відомості про побут українських селян.

## Життєпис
Навчався в Кембриджі у Коледжі Ісуса і, починаючи з 1790 р. здійснив чимало подорожей, до того ж відвідав навіть Російську імперію (між іншим, Фінляндію, Область донських козаків і Кубані, Крим).
Був професором мінералогії в Кембриджі. Хімічні дослідження привели його до винаходу паяльної трубки для скла.
Відвідавши Фракію і Македонію, він, з метою мінералогічних досліджень, здійснив поїздку по Болгарії, Валахії та Угорщині.
Бібліотеці Кембриджу подарував багато зібраних ним під час подорожей мармурових скульптурних творів, у тому числі колосальну статую Елевзинську Цереру, про яку він написав 1803 року статтю.
Англія зобов'язана йому також чудовим саркофагом з написами на трьох мовах, який Кларк помилково вважав за гробницю Олександра Великого. Грецькі і східні його рукописи знайдені на Патмосі знаменитий кодекс Платона, придбані Оксфордським університетом.
Від 1815 р. був почесним членом Прусської академії наук.
У 1819 р. він був одним із засновників Кембриджського філософського товариства.

## Згадки про Україну
|                                                          | Перше поселення Малоросів, яку ми бачили, називалася Локова Слобода. Всі хати там були побілені вапном, як у нашому Велзі: ця процедура виконується щороку з великою ретельністю. У інших панувала така зразкова чистота, що мандрівник міг би уявитися, ніби за кілька мільйонів він перенісся з Росії до Голландії. Їхні кімнати, навіть стелі та балки в даху, регулярно миють. Їхні столи й лави сяють від постійного миття та натирання, нагадуючи нам інтер'єри котеджів у Норвегії. Двори, стайні, господарські будівлі та все, що до них належало, продемонстрували охайність і свідчили про працьовитість мешканців. У кухонних приміщеннях, замість темряви та закопченої атмосфери російських хат, ми спостерігали всюди яскравість і чистоту. Їхній посуд і домашній посуд були очищені й добре відполіровані. У них була домашня птиця і багато худоби; і їхні сади були наповнені фруктовими деревами. |
| — E. D. Clarke. «Travels in Russia, Tartary, and Turkey» | |

### Про Крим
|                | У Бахчисараї росіяни задовольнили своє варварське задоволення руйнуванням і знищили зовсім цю столицю |
| — Едвард Кларк | |

## Твори
- Testimony of Authors respecting the Colossal Statue of Ceres in the Public Library, Cambridge (8vo, 1801—1803)
- The Tomb of Alexander, a Dissertation on the Sarcophagus brought from Alexandria, and now in the British Museum (4to, 1805)
- A Methodical Distribution of the Mineral Kingdom (fol., Lewes, 1807)
- A Description of the Greek Marbles brought from the Shores of the Euxine, Archipelago and Mediterranean, and deposited in the University Library, Cambridge (8vo, 1809)
- The gas blow-pipe, or art of fusion, by burning the gaseous constituents of water (1819)

Travels in various Countries of Europe, Asia and Africa (4to, 1810—1819; 2nd ed., 1811—1823; 4th ed., 1817—1824)
- 1816. Part I Vol. I (15 chapters + 2 appendices). Part the first. Russia Tahtary and Turkey[9]. Fourth edition. Volume the first. London, MDCCCXVI. xi + ? + 533 pages. 
 1839. Part I (26 chapters + appendices). Travels in Russia, Tartary and Turkey by Edward Daniel Clarke. 140 pages / PIBN 10027007. ISBN 978-1-330-32300-7 (pdf), ISBN 978-0-266-70888-9 (Hardcover) // Forgotten Books 
 1848. Part I (26 chapters). Travels in Russia, Tartary and Turkey. 383 pages.
- Part II. Greece, Egypt and Palestyne
- Part III.Travels in Various Countries of Scandinavia Including Denmark, Sweden, Norway, Lapland and Finland (Travels in various Countries of Europe, Asia and Africa. Part The Third, Scandinavia, Section The Second) MDCCCXXIII (1823) / 611 pages. PIBN 10531518, ISBN 978-1-333-65393-4, ISBN 978-0-265-57029-6 (Hardcover) // Forgotten Books